# Погорелая (Винницкая область)
Погоре́лая (укр. Погорі́ла) — село на Украине, находится в Тепликском районе Винницкой области.
Код КОАТУУ — 0523785801. Население по переписи 2001 года составляет 1003 человека. Почтовый индекс — 23854. Телефонный код — 4353.
Занимает площадь 0,247 км².

## Адрес местного совета
23854, Винницкая область, Тепликский р-н, с. Погорелая, ул. Ленина, 10

## История
В XIX веке село Погорелое было в составе Кузьминской волости Уманского уезда Киевской губернии. В селе была Покровская церковь.